# 純金 (加利福尼亞州)
純金（英語：Fine Gold）是位於美國加利福尼亞州馬德拉縣的一個非建制地區。該地的面積和人口皆未知。

## 地理
純金的座標為37°11′27″N 119°37′08″W / 37.19083°N 119.61889°W，而該地的平均海拔高度為412米（即1352英尺）。